# Llista de muntanyes del Baix Segura
Llista de muntanyes a la comarca del Baix Segura, al País Valencià.
| Nom                    | Altura   | Municipi                | Unitat de relleu        | Coordenades                                            | Foto |
| ---------------------- | -------- | ----------------------- | ----------------------- | ------------------------------------------------------ | ---- |
| Puntal Gros            | 1.086 m. | Oriola                  | Serra de l'Algaiat      | 38° 19′ 45″ N, 0° 58′ 18″ O / 38.3291732°N,0.9716983°O |      |
| Puig de Sant Gaietà    | 816 m.   | Albatera                | Serra de Sant Juri      | 38° 15′ 50″ N, 0° 53′ 43″ O / 38.2639371°N,0.8952201°O |      |
| Cerro del Agudo        | 732 m.   | Oriola                  | Serra de los Ventaneros | 38° 14′ 18″ N, 0° 58′ 40″ O / 38.2382476°N,0.9777659°O |      |
| Monte Alto             | 681 m.   | Albatera                | Serra d'Albatera        | 38° 14′ 51″ N, 0° 55′ 34″ O / 38.2474202°N,0.9260277°O |      |
| la Naveta              | 634 m.   | Oriola                  | Serra d'Oriola          | 38° 05′ 57″ N, 0° 59′ 57″ O / 38.0990884°N,0.9992524°O |      |
| Pico del Águila        | 605 m.   | Oriola                  | Serra d'Oriola          | 38° 05′ 39″ N, 1° 01′ 02″ O / 38.0940733°N,1.017333°O  |      |
| Pico del Águila        | 568 m.   | Callosa de Segura       | Serra de Callosa        | 38° 07′ 17″ N, 0° 54′ 02″ O / 38.1212797°N,0.9005044°O |      |
| Pico del Águila        | 568 m.   | Redovà                  | Serra de Callosa        | 38° 07′ 17″ N, 0° 54′ 02″ O / 38.1212797°N,0.9005044°O |      |
| Pico del Águila        | 568 m.   | Coix                    | Serra de Callosa        | 38° 07′ 17″ N, 0° 54′ 02″ O / 38.1212797°N,0.9005044°O |      |
| Pico de Chinar         | 521 m.   | Redovà                  | Serra de Callosa        | 38° 07′ 30″ N, 0° 54′ 29″ O / 38.1249647°N,0.9079721°O |      |
| Pico de Chinar         | 521 m.   | Coix                    | Serra de Callosa        | 38° 07′ 30″ N, 0° 54′ 29″ O / 38.1249647°N,0.9079721°O |      |
| Cruz de la Muela       | 463 m.   | Oriola                  | Serra d'Oriola          | 38° 06′ 07″ N, 0° 57′ 05″ O / 38.1020679°N,0.9514525°O |      |
| Pico Cortado           | 454 m.   | Callosa de Segura       | Serra de Callosa        | 38° 07′ 40″ N, 0° 53′ 23″ O / 38.1279032°N,0.8897407°O |      |
| Pico Cortado           | 454 m.   | Coix                    | Serra de Callosa        | 38° 07′ 40″ N, 0° 53′ 23″ O / 38.1279032°N,0.8897407°O |      |
| Pico Alcor             | 345 m.   | Oriola                  | Serra d'Escalona        | 37° 56′ 56″ N, 0° 54′ 57″ O / 37.9488701°N,0.9158008°O |      |
| Pico Alcor             | 345 m.   | el Pilar de la Foradada | Serra d'Escalona        | 37° 56′ 56″ N, 0° 54′ 57″ O / 37.9488701°N,0.9158008°O |      |
| el Cejo                | 339 m.   | Oriola                  | Serra de Pujàlvarez     | 37° 59′ 25″ N, 0° 56′ 08″ O / 37.9902988°N,0.9356239°O |      |
| Cabezo de Hurchillo    | 267 m.   | Oriola                  |                         | 38° 03′ 07″ N, 0° 55′ 47″ O / 38.0520114°N,0.9296379°O |      |
| Cabezo de San Miguel   | 235 m.   | Oriola                  | Serra d'Oriola          | 38° 05′ 31″ N, 0° 56′ 48″ O / 38.0920571°N,0.9465304°O |      |
| Cabezo Gordo           | 214 m.   | Oriola                  |                         | 38° 02′ 16″ N, 0° 53′ 13″ O / 38.0376583°N,0.8869081°O |      |
| Cabezo de las Zorras   | 197 m.   | Almoradí                | Serra de Benejússer     | 38° 03′ 49″ N, 0° 48′ 59″ O / 38.0635498°N,0.8164252°O |      |
| Cabezo de las Zorras   | 197 m.   | Algorfa                 | Serra de Benejússer     | 38° 03′ 49″ N, 0° 48′ 59″ O / 38.0635498°N,0.8164252°O |      |
| Cabezo de las Zorras   | 197 m.   | Benejússer              | Serra de Benejússer     | 38° 03′ 49″ N, 0° 48′ 59″ O / 38.0635498°N,0.8164252°O |      |
| Cabezo Gordo           | 173 m.   | Oriola                  |                         | 38° 08′ 16″ N, 1° 02′ 12″ O / 38.1377134°N,1.0367175°O |      |
| Cabezo del Buitrago    | 169 m.   | Oriola                  |                         | 38° 06′ 57″ N, 1° 01′ 50″ O / 38.1156981°N,1.030645°O  |      |
| Cabezo de las Culebras | 168 m.   | Benejússer              | Serra de Benejússer     | 38° 03′ 38″ N, 0° 49′ 32″ O / 38.0606021°N,0.8255482°O |      |
| el Montcaio            | 103 m.   | Guardamar del Segura    |                         | 38° 04′ 33″ N, 0° 39′ 41″ O / 38.0758482°N,0.6613079°O |      |
| Cabezo de Soler        | 87 m.    | Rojals                  |                         | 38° 05′ 23″ N, 0° 41′ 55″ O / 38.0896737°N,0.6985029°O |      |